# Spieleabend (Film)
Spieleabend ist ein deutscher Spielfilm aus dem Jahr 2024 von Regisseur Marco Petry nach einem Drehbuch von Claudius Pläging mit Dennis Mojen und Janina Uhse. Auf Netflix wurde die Filmkomödie am 12. Juli 2024 veröffentlicht.

## Handlung
Pia und Jan lernen sich im Park beim Spazierengehen mit ihren Hunden kennen. Pia ist Fotografin, Jan hat ein Fahrradgeschäft. Aus den beiden wird ein Liebespaar. Auf einem regelmäßig veranstalteten Spieleabend lernt Jan den Freundeskreis von Pia kennen. Pias beste Freundin ist die studierte Designerin Karo, die einen Möbel-Versandhandel betreibt und mit dem Berufsschullehrer Oliver verheiratet ist. Sheila ist Apothekerin, sie kennt Pia ebenso wie Karo seit dem Kindergarten. Sie stalkt ihre Ex-Freundin, behauptet aber, es handle sich „nur“ um eine lange Beziehungspause. Langzeitstudent Kurt ist der Bruder von Karo.
Der Spieleabend findet in der Villa von Karo und Oliver statt. Karo möchte, dass Pia in ihrer Firma als Designerin einsteigt, nicht zuletzt, weil sie die Geschäfte von Pia und Jan nicht für lukrativ hält. Beim Spieleabend möchte Jan einen guten Eindruck hinterlassen. Als Gastgeschenk bringt er Karo einen Airbag fürs Fahrradfahren mit, der sich allerdings sofort löst und Karos Frisur zerstört. Zum Telefonieren mit seinem Freund Alex sucht sich Jan ein ruhiges Zimmer, dort öffnet er das Fenster. Dabei entwischt Olivers Kakadu, den er Helmut Kohl nennt. Jan bittet Alex, den entwischten Vogel wieder einzufangen. Dabei zerstört Alex Olivers Spielturm im Garten. Oliver und Karo haben mit Gabriela ein Au-Pair-Mädchen, das sich um deren Tochter Emma kümmert und das Essen zubereitet.
Im Verlauf des Abends taucht auch noch Pias Ex-Freund, der Zahnarzt Matthias, auf. Er versucht Jan wiederholt vorzuführen, nebenbei erzählt er von seinem Heiratsantrag an Pia. Jan wusste nichts von Matthias und seinem Antrag, für Pia hatte dieser keine Bedeutung und sie hatte diesen auch nicht angenommen.
Jan hat für den Abend das Spiel Wer würde … mitgebracht, bei dem Fragen von einem Stapel gezogen werden und jeder einen Namen einer Person aus der Runde aufschreiben muss. Dabei rastet Oliver aus, weil er sich von den anderen als Verlierer dargestellt findet. In der Folge verkleidet er sich als allmächtiger Elfenkönig Ogandur. Karo findet, dass er sie und sich vor den Freunden blamiert. Es kommt zwischen den beiden zum Streit, bei dem herauskommt, dass die beiden keinen Sex miteinander haben und Karo Medikamente nehmen muss, um zu funktionieren. Karo unterstellt Oliver, eine Affäre mit Gabriela zu haben.
Nachdem Jan Matthias als Großmaul bezeichnet hat, fordert Matthias Jan zum Duell im Tischtennis. Auf Vorschlag von Karo findet dieses nackt statt. Der Verlierer muss eine Flasche Chilisauce trinken. Matthias gibt an, keine Schärfe zu vertragen. Er gibt sich siegessicher, verliert aber das Duell. Nach dem Trinken der Chilisauce reicht Jan Matthias eine Flasche Milch, dabei handelt es sich allerdings um Muttermilch.
Schließlich kommt es zum Streit zwischen Jan und Pia. Sie fühlt sich als Trophäe im Duell zwischen Jan und Matthias. Jan dagegen wirft ihr vor, nicht in ihre Welt der Reichen und Intelligenten zu passen. Außerdem findet er heraus, dass sich Matthias und Pia geküsst haben, laut Pia allerdings, bevor Jan und Pia richtig zusammen waren. Jan verlässt die Villa mit Alex, dieser hat aber seinen Schlüssel verloren, sodass die beiden zurückkehren müssen. Dabei landen die beiden in einer im Garten von Nachbar Fieper für Wildschweine aufgestellten Netzfalle.
Pia beschuldigt Oliver, Matthias eingeladen zu haben und bei Trivial Pursuit nur jene Karten gezogen zu haben, auf die Matthias vorbereitet war. Oliver wollte Matthias dabei helfen, noch einmal mit Pia zusammenzukommen. Matthias selbst ist alkoholisiert mit seinem Auto Richtung Zoologischer Garten Berlin unterwegs, Oliver, Karo, Pia und Sheila folgen ihm später.
Fieper befreit Jan und Alex aus der Falle und gibt ihnen den von ihm mit einem Schuss betäubten Kakadu. Jan bringt Helmut Kohl ins Haus zurück, allerdings ist mittlerweile nur mehr Kurt anwesend. Jan, Alex und Kurt fahren ebenfalls in den Zoo. Im Gehege eines Tigers finden sie das Handy von Matthias, Jan klettert hinein, weil auch Matthias dort vermutet wird. Der taucht allerdings später außerhalb des Geheges wieder auf. Pia und Jan versöhnen sich, ebenso wie Karo und Oliver. Oliver verrät Karo, dass er bei Gabriela für den Hochzeitstag heimlich Tanzunterricht genommen hatte. Der nächste Spieleabend findet in der Wohnung von Jan und ohne Matthias statt.

## Produktion und Hintergrund
Die Dreharbeiten fanden vom 17. April bis zum 2. Juli 2023 in und um Berlin statt. Gedreht wurde unter anderem in einer Villa, im Studio Berlin-Köpenick und im Berliner Zoo. Der Tiger im Gehege, der im Film zu sehen ist, wurde in einem Kölner Studio vor einem Greenscreen gefilmt, die Szenen wurden später in den Film eingefügt.
Produziert wurde der Film von W&B Television, als Produzenten fungierten Quirin Berg, Max Wiedemann, Marcus Welke und Hannah Leuze. Die Kamera führte Marc Achenbach, die Montage verantwortete Knut Hake und das Casting Alexandra Koknat. Den Ton gestaltete Bernhard Joest, das Kostümbild Filiz Ertas, das Szenenbild Theresia Anna Ficus und das Maskenbild Nadine Vieker und Jana Dietz. Als Intimitätskoordinatorin fungierte Alev Irmak.
Im Rahmen des Filmfestes München 2023 wurde eine erste Sneak Preview vorgestellt. Die Premiere von Spielabend war ebenfalls dort ein Jahr später Anfang Juli 2024.

## Rezeption

### Kritiken
Lutz Granert vergab auf Filmstarts.de 2,5 von 5 Sternen. Der Film habe zwar reichlich Gags, aber nur wenige hintersinnige Pointen. Das mache über weite Strecken Laune, könne mit Vorbildern wie Der Vorname oder Das perfekte Geheimnis aber die meiste Zeit über nicht mithalten.
Die österreichische Programmzeitschrift TV-Media bewertete die Produktion mit zwei von vier Punkten, diese sei weniger tiefsinnig als Vorbilder wie Der Vorname, Das perfekte Geheimnis (2019) oder gar Der Gott des Gemetzels (2011) und recht vorhersehbar. Immerhin gebe sich das Ensemble spielfreudig und liefere eine solide Leistung. Alles in allem sei der Film eine anspruchslose Komödie, die auf leichte Art unterhalte, meist sympathisch rüberkomme und gute Laune mache, jedoch nichts Neues biete und keinen tiefen Eindruck hinterlasse.
Heike Hupertz meinte in der Frankfurter Allgemeinen Zeitung, dass der Film als Komödie ein Rohrkrepierer sei und sein Potential wegwerfe. Dieser solle eine ironische Paarkomödie sein, für mehr als ein paar Peniswitze reiche es aber nicht. Peter Osteried befand auf cineman.ch, dass die Dialoge gestelzt und unglaubwürdig seien, das gute Ensemble mühe sich, könne gegen das armselige Skript aber nicht anspielen. Der Humor bliebe weitestgehend auf der Strecke.
Oliver Armknecht dagegen bewertete die Produktion auf film-rezensionen.de mit 6 von 10 Punkten. Diese sei immer wieder amüsant, manchmal aber auch etwas anstrengend. Das spielfreudige Ensemble sorge jedoch dafür, dass trotz stereotyper Charaktere der Spaß da sei.
Eric Leimann befand auf prisma.de, dass Figuren, Plot und Drehbuchkniffe gängige Komödien-Procedere eher bedienten, anstatt sie klug zu brechen oder weiterzuentwickeln. Im Rahmen seines sicheren Erfolgskonzeptes mache dieser deutsche Comedy-Zeitvertreib aber dennoch Spaß. Tiefgründige Figuren-Exploration und mega-schlaue Gesellschaftskritik sollte man nicht erhoffen. Aber vielleicht sehe man nach dem Film den eigenen Freundeskreis inklusive verkappt wettbewerbsorientierten Treffs ein wenig kritischer.

### Abrufe
In den deutschen Netflix-Wochencharts der Woche vom 8. bis zum 14. Juli 2024 gelangte der Film hinter Beverly Hills Cop: Axel F auf Platz zwei. In der Woche 15. bis 21. Juli 2024 belegte der Film in den deutschen Netflix-Wochencharts Platz eins.
Laut digital i erreichte der Film in Deutschland im Juli 2024 insgesamt 2,451 Millionen Haushalte, die den Film komplett gesehen haben. Nach Veröffentlichung blieb der Film drei Wochen in den VOD-Charts und erreichte 15,1 Millionen Zuschauer.

### Auszeichnungen und Nominierungen
Quotenmeter Fernsehpreis 2025
- Nominierung in der Kategorie Bester Fernsehfilm oder Mehrteiler[19]